# Autoroute privée
Une autoroute privée est une autoroute détenue et exploitée dans un but lucratif par une société privée. Les autoroutes privées sont communes en Asie et en Europe. Quelques-unes ont été construites aux États-Unis sur une base expérimentale. 

## Généralités
Généralement, les autoroutes privées sont construites par des sociétés qui facturent les péages pour une durée limitée jusqu'à ce que la dette soit remboursée, après quoi l'autoroute est remise au contrôle gouvernemental. Cela permet aux gouvernements de répondre à des besoins immédiats de transport en dépit de leurs propres contraintes budgétaires, tout en obtenant la nationalisation des routes à long terme.
L'État peut être un obstacle au développement des autoroutes privées, car il peut fausser la flexibilité des prix et imposer des exigences de négociation et de bureaucratie qui augmentent les dépenses de fonctionnement[réf. nécessaire]. En outre, il manque aux autoroutes privées certains des privilèges des États comme l'immunité en cas de responsabilité dans un accident et la capacité de délivrer des titres exonérés d'impôt.
Le marché libre des routes est préconisé par les libertariens, qui considèrent les routes privées comme plus efficaces et plus sûres que les routes publiques.

## Autoroutes privées dans le monde

### Amérique

#### Canada
Au Canada, les 108 kilomètres de l'autoroute 407 ETR de la région du Grand Toronto sont exploités par une société privée dans le cadre d'un bail de 99 ans avec le gouvernement provincial. L'autoroute utilise le paiement électronique au péage. Les utilisateurs qui n'ont pas d'étiquette de péage (appelé transpondeur) dans leur véhicule, sont suivis par la reconnaissance automatique de plaque d'immatriculation, avec la facture de péage expédiée à l'adresse de la plaque dans le dossier. 

#### États-Unis
Le Interstate Highway System prévu dans le Federal Aid Highway Act, a été financé par le gouvernement fédéral, du non-système de péage. Selon Simon Hakim et Edwin Blackstone, « d'ici 1989, les routes [privées] ont comporté juste 4 657 miles (7 495 km) des 3,8 millions de miles de rues et de routes aux États-Unis et de seulement 2 695 miles (4 337 km) hors des 44 759 miles (72 033 km) du système d'un État à un autre.»
Le National Center for Policy Analysis et le Cato Institute ont proposé de remplacer le Demsetz (marché attribué à l'enchère la plus basse), couramment utilisé pour les ventes aux enchères d'attribution de franchises, par un système d'enchères basées sur la valeur actuelle des revenus (des péages) afin de réduire les risques et donc les taux de rendement requis par les propriétaires de la route. Dans ce système, les entrepreneurs proposeraient un montant égal à la valeur des flux de trésorerie qu'ils sont prêts à accepter pour le projet, et seraient propriétaires jusqu'à ce que la valeur des péages ait atteint leur offre. L'offre la plus basse gagnerait.
Boarnet et DiMento pensent que l'importance des autoroutes privées augmentera avec l'efficacité des moteurs hybrides, qui entraîne une baisse des recettes fiscales sur les carburants.
Beaucoup de routes sont construites dans le cadre d'un modèle « construction-exploitation-transfert » dans lequel la propriété va en fin de compte à l'État.

#### Mexique
Le Mexique a des autoroutes exploitées par des sociétés privées.

### Europe

#### En France
La plupart des autoroutes ont été construites sous un statut de concession. Les concessions se sont transformées en autoroutes privées à la fin du bail « du fait des couts de fonctionnement ». Le résultat de cette politique est que sur 11 000 km d'autoroute, 8 000 km sont à péage. Par exemple le Duplex A86 est la construction d'un tunnel à deux étages de 16 km pour combler une lacune dans la rocade A86 autour de Paris. La seule région de France métropolitaine ou il n'y a pas d'autoroute à péage est la Bretagne, ce que la légende attribue à Anne de Bretagne[source insuffisante]. En fait, cette gratuité provient du plan routier breton afin de désenclaver la région dans les années 1970. Depuis, la tradition a persisté (notamment l'A81 devient payante 500 mètres après être sortie du département d'Ille-et-Vilaine) et seules des voies rapides limitées a 110 km/h existent (à l’exception de l’autoroute A84 de Rennes à Caen).

#### En Italie
3 120 km de routes (soit 56 % des routes à péage) sont contrôlés par Autostrade concessioni e Costruzioni Autostrade. 

#### Au Royaume-Uni
La M6 Toll a été la première autoroute privée à péage. Le projet a été décrit par Urban Transport Technology comme formé de « 43 km d'autoroute à deux fois trois voies (ainsi que les accotements), et six gares de péage, coûtant en tout 485,5 millions de livres sterling ».

### Asie
En 2003, le gouvernement de Hong Kong envisage de titriser cinq tunnels à péage et un pont à péage par le biais de l'émission d'obligations. 
Selon Captain Japan, la voie express de Tokyo au Japon est la seule autoroute privée de la ville. Elle n'est pas financée par des péages, mais plutôt par le loyer de trois étages d'activités directement au-dessous de l'autoroute.
Bien que le réseau routier national soit en grande partie propriété du gouvernement en Inde, les autoroutes sont généralement construites et exploitées par des sociétés privées telles que GVK Group.